# Z-30号驱逐舰
Z-30号（德語：Z 30）是纳粹德国海军于1930年代末至1940年代初建造的十五艘1936A型驱逐舰之一。它于1940年4月15日开始在不来梅的德希马格威悉船厂铺设龙骨，同年12月8日下水，至1941年11月15日交付使用。该舰活跃的运用生涯都是在挪威水域度过，主要负责护卫德国船只和布设雷区。Z-30号曾在1942年底的巴伦支海海战中发挥次要作用，并在1943年9月袭击斯匹次卑尔根岛时受损。1944年底，该舰因触雷而致残，并在战争余下的时间都处于维修状态。战后，Z-30号被割让予英国，英国人用它来测试水下爆炸的效果。工作完成后，该舰于1948年拆解报废。

## 设计
1936A型驱逐舰较之前的1936型稍大，武器装备也更重。其水线长和全长分别为121.9米和127米，有12米的舷宽以及最大4.62米吃水深度；舰只的设计排水量为2,657吨，满载时则可达3,691吨。Z-30号由两台瓦格纳齿轮传动蒸汽轮机提供动力，各负责驱动一副直径为3.35米的三叶螺旋桨。过热蒸汽则由六台瓦格纳水管锅炉供应，可以输出70,000匹軸馬力（52,000千瓦特）的功率。该舰的设计航速为36節（67每小時），最多可贮存825吨燃料油，能够以19節（35每小時）的速度的巡航2,950海里（5,460）。舰只的标准船员编制为11名军官和321名水兵。

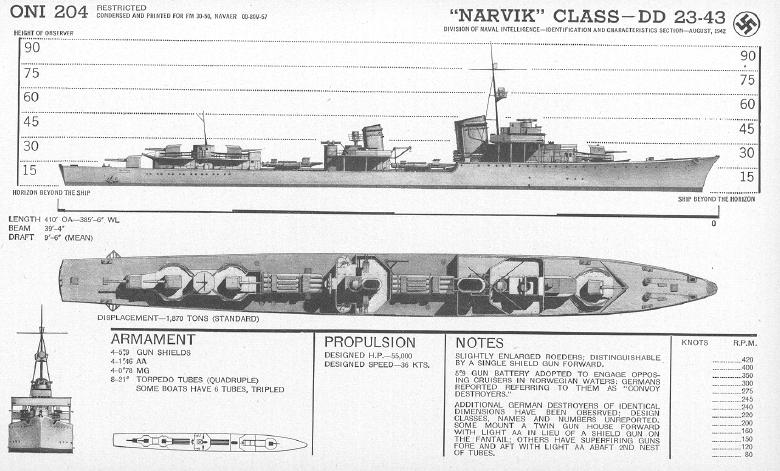
战时盟军绘制的1936A型驱逐舰识别图

该舰装备有四门150毫米36式鱼雷艇炮，架设在带有炮挡的单装炮座上。其中一门位于舰艛前侧、三门位居舰艉，并从前到后编为1至4号。防空武器则包括安装在与后部烟囱并排的一对双联装炮座上的四门37毫米30式速射炮和五门单座20毫米30式高射炮组成。此外，该舰还在水上部分的两个四联装动力操纵式底座上安装有八具533毫米鱼雷发射管，每个底座均提供两次重新装填。四个深水炸弹发射器和布雷导轨则安装在艉后部甲板室的两侧，最多可贮存60枚水雷。作为探测潜艇的工具，舰上也搭载有一套称为“群听装置”的被动式水听器，并可能安装有一套主动式声纳系统。在舰桥顶部则配备了FuMo-24/25型。

### 改动
1942－1943年间，Z-30号的防空武器增加到37毫米炮和20毫米炮各十门。1944－1945年间则安装了一台FuMO-63“霍恩特维尔”型取代舰艉探照灯。到战争结束时，其防空武器装备是由七门37毫米炮和十四门20毫米炮组成。

## 历史
Z-30号于1938年4月23日由纳粹德国海军所订购，自1940年4月15日开始在不来梅的德希马格威悉船厂铺设龙骨，建造序列为964。该舰于1940年8月20日下水，按新计划应将两门150毫米前炮安装至双联装炮塔内。然而，由于相关炮塔的交付延误，在其位置仅设置了单门炮。Z-30号于同年12月8日交付使用，但在调试训练期间，它于1942年1月14日与U-216号潜艇意外发生碰撞，导致其舰艉受损。
自1942年3月18日起，Z-30号先是与Z-6“特奥多尔·里德尔”号和Z-24号一同护送重巡洋舰希佩尔将军号从德国布伦斯比特尔前往挪威特隆赫姆，继而又护送装甲舰舍尔将军号从特隆赫姆前往纳尔维克。该舰也参加了7月初计划拦截PQ-17号北极护航船队的“跳马行动”的早期阶段。拦截力量分成两组：装甲舰舍尔将军号和吕措号在纳尔维克与Z-30号及其四艘姊妹舰结成一组，战列舰提尔皮茨号和希佩尔将军号则组成另一组。但在前往阿尔塔峡湾会合途中，吕措号和三艘驱逐舰搁浅，迫使整组放弃了行动。9月5日至8日，它与Z-4“理夏德·拜岑”号和姊妹舰Z-29号结伴在新地岛和瓦伊加奇岛之间的卡拉海峡布设雷区。当月下旬，Z-30号还与希佩尔将军号和姊妹舰Z-23号、Z-28号和Z-29号共同参与了“女沙皇行动”，于9月24日至28日在新地岛附近执行布雷任务。10月13日至15日，该舰再连同姊妹舰Z-27号以及Z-4“理夏德·拜岑”号和Z-16“弗里德里希·埃科尔特”号在卡宁半岛的白海出海口附近布下雷区，导致苏联破冰船阿纳斯塔斯·米高扬号沉没。三周后，同样的四艘驱逐舰在11月初护送希佩尔海将军号试图拦截独立驶向苏联港口的盟军商船。它们于7日首先拦截并击沉了猎潜舰BO-78号，然后追上并击沉了正在西行、8,000吨级的苏联油轮顿巴斯号，并从两艘舰船上救出幸存者。
1942年12月30日，吕措号和希佩尔将军号在包括Z-30号在内的六艘驱逐舰的护送下，离开纳尔维克执行“彩虹行动”，意图攻击德国情报部门报称只有少量护航的盟军JW-51B号船队。行动总司令、海军中将奥斯卡·库梅茨的计划是把他的部队分成两组；他将率领希佩尔将军号、驱逐舰Z-4号、Z-16“弗里德里希·埃科尔特”号和Z-29号一组在船队的北面实施攻击，并引开护航兵力。然后，吕措号与Z-30号、Z-6号和Z-31号将从南面攻击这支没有护航的船队。然而，德国人未能实现他们反复强调的攻击，只是与船队短暂交火并击伤了一艘商船。1943年1月24日，Z-30号又与另外两艘驱逐舰护送受损的希佩尔将军号和轻巡洋舰科隆号从阿尔塔峡湾返回基尔，进而在当地进行改装。
改装完成后，Z-30号返回挪威水域，继而于1943年6月19日至28日与Z-27号一起执行了几次布雷任务。9月6日至9日，它参加了袭击斯匹次卑尔根岛的“西西里行动”，在当地被海岸炮击中并轻微受损。12月25日晚，Z-30号是战列舰沙恩霍斯特号在“东线行动”中的护航舰之一，试图拦截驶向苏联的英国JW-55B号护航船队。但所有护航驱逐舰都在第二天被分离，以增加拦截船队的可能性，因此并未参加随后的北角海战，而是于27日返回阿尔塔峡湾。随后，该舰奉命转往挪威南部，自1944年5月8日起负责在当地布设雷区并执行商船护航任务。它于8月31日开始在德国的斯维讷明德接受新一轮改装，并在完工后改驻波罗的海西部和斯卡格拉克海峡值勤。10月20日，在为一支船队提供护航时，Z-30号在奥斯陆峡湾附近触雷，导致其瘫痪。爆炸摧毁了艉部水密隔舱，使左舷涡轮机失效，卡住了右舷螺旋桨轴，并在舰体各处造成了广泛的冲击破坏。它被拖到挪威的奥斯陆进行维修，但当1945年5月8日德国投降时，维修工作尚未完成，该舰遂于六天后退役。
1945年7月15日，挪威皇家海军接管Z-30号并进行维护，而盟军则决定如何将幸存的德国海军舰艇作为战争赔偿进行分配。该舰于1945年末被授予英国，并于1946年1月6日运抵苏格兰的罗塞斯。如果不经过大规模且昂贵的维修，它实际上是无法使用的，因此它被废弃并用作评估水下爆炸对船体的影响。Z-30号被拖至斯特里文湾，于1948年5月至9月期间进行测试。三枚1,100英磅（500）的铝末混合炸药在船体下方不同深度被引爆。尽管其船壳板有一些损伤，但焊接船体在测试期间并未受到明显破坏。该舰于9月9日作为废料出售，并被拖到达尔缪尔的工厂拆解。

## 脚注
1. 1 2 3  Gröner，第203–204頁.
2. ↑  Whitley，第68頁.
3. ↑  Whitley，第71–72頁.
4. ↑  Gröner，第203頁.
5. ↑  Koop & Schmolke，第34頁.
6. ↑  Preston，第67頁.
7. ↑  Koop & Schmolke，第24, 111頁.
8. ↑  Koop & Schmolke，第111頁.
9. ↑  Rohwer，第152頁.
10. ↑  Whitley，第141頁.
11. ↑  Rohwer，第202, 207頁.
12. 1 2  Whitley，第142頁.
13. ↑  Whitley，第142–143頁.
14. ↑  Koop & Schmolke，第111–112頁.
15. ↑  Whitley，第167, 172頁.
16. ↑  Koop & Schmolke，第112頁.
17. ↑  Whitley，第170–171頁.
18. ↑  Whitley，第191–193頁.